# Kennedy Space Center Launch Complex 39
Launch Complex 39 (LC-39) är en raketuppskjutningsplats på John F. Kennedy Space Center på Merritt Island i Florida, USA. Området och dess anläggningar byggdes ursprungligen för Apolloprogrammet, och senare modifierad för rymdfärjeprogrammet. 2014 skrev SpaceX ett kontrakt med NASA att få använda plattan för uppskjutningar av Falcon 9 och Falcon Heavy under tjugo års tid.

## Startplattor

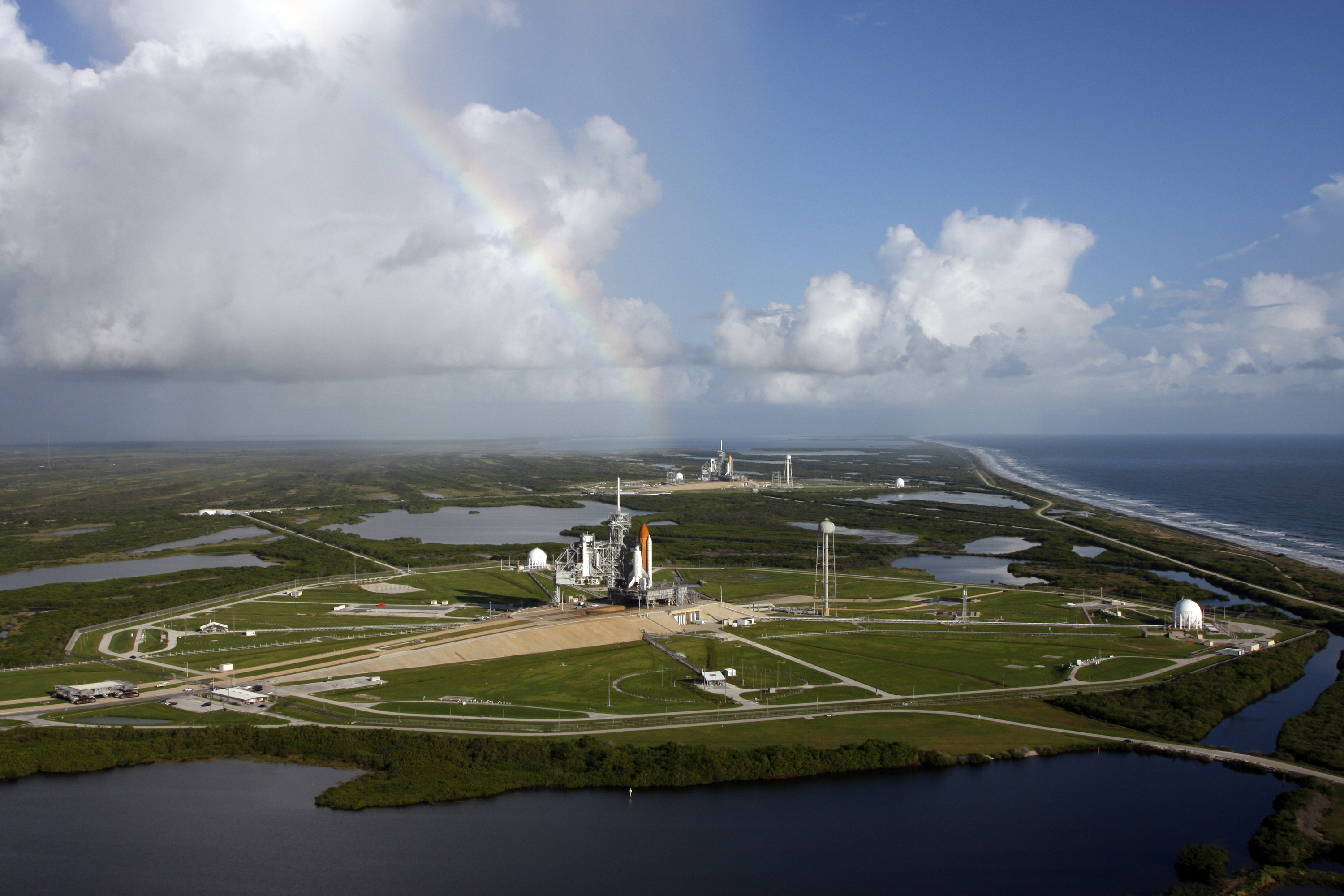
Atlantis redo för STS-125 på startplatta 39A i förgrunden. Endeavour på startplatta 39B i bakgrunden.

### Startplats 39
Startplats 39 eller Launch Complex 39, byggdes i början av 1960-talet för det amerikanska månprogrammet. Från början planerade man att bygga fem startplattor, men det blev endast två. 2015 tillkom till slut en tredje startplatta.

### Startplatta 39A
Byggdes på 60-talet för månprogrammet. Första uppskjutningen var Apollo 4, den 9 november 1967.
Första gången  startplattan användes för rymdfärjorna var med Columbia/STS-1 den 12 april 1981.
Från och med 2007 skall de återstående planerade 16 rymdfärjeuppdragen göras från startplatta 39A, från att som tidigare ha gjorts från 39B.
Sista gången startplattan användes för rymdfärjorna var med Atlantis/STS-135 den 8 juli 2011.
2014 skrev SpaceX ett kontrakt med NASA att få använda plattan för uppskjutningar av Falcon 9 och Falcon Heavy under tjugo år tid.
Den 30 maj 2020 sköt SpaceX upp den första bemannade Dragon-farkosten.

### Startplatta 39B
Byggdes på 60-talet för månprogrammet. Första uppskjutningen var Apollo 10, den 18 maj 1969.
Första gången som denna startplatta användes för rymdfärjorna var med Challenger/STS-51-L den 28 januari 1986.
Atlantis /STS-116 blev 2006 den sista rymdfärjan som startade därifrån innan den togs ur bruk.
Förberedelser pågår för att använda plattan för SLS uppskjutningar.

### Startplatta 39C
2015 tillkom 39C, den har inga likheter med den 39C platta som planerades på 60-talet. Den är placerad på en yta inom 39Bs område. Denna yta blev ledig efter att rymdfärjeprogrammet lades ner. Plattan är endast avsedd för uppskjutning av små raketer.